# Metasambus
Metasambus es un género de escarabajos de la familia Buprestidae.

## Especies
- Metasambus hoscheki (Obenberger, 1916)
- Metasambus tonkinensis Descarpentries & Villiers, 1966
- Metasambus weyersi (Kerremans, 1900)